# Liste der Einträge im National Register of Historic Places im Clearwater County (Minnesota)

Lage des Clearwater County in Minnesota

Die Liste der Einträge im National Register of Historic Places im Clearwater County in Minnesota führt alle Bauwerke und historischen Stätten im Clearwater County auf, die in das National Register of Historic Places aufgenommen wurden.

## Legende
| NRHP | Historic Place    |
| HD   | Historic District |

## Aktuelle Einträge
| [ 2 ] | Name                             | Bild                             | Eintragsdatum        | Lage                                                                          | Ort                          | Beschreibung                                                                               |
| ----- | -------------------------------- | -------------------------------- | -------------------- | ----------------------------------------------------------------------------- | ---------------------------- | ------------------------------------------------------------------------------------------ |
| 1     | Gran Evangelical Lutheran Church | Gran Evangelical Lutheran Church | 1988 ID-Nr. 88000593 | Kreuzung von County Road 92 und County Highway 20 47° 32′ 36″ N, 95° 29′ 5″ W | Bagley                       | 1897 errichtete erste Kirche im Clearwater County                                          |
| 2     | Itasca Bison Site                | Itasca Bison Site                | 1970 ID-Nr. 70000912 | Wilderness Drive 47° 11′ 38,7″ N, 95° 13′ 51,2″ W                             | nordwestlich von Park Rapids | Stelle, an der während der archaischen Periode Jäger Bisons töteten und zerlegten          |
| 3     | Itasca State Park                | Itasca State Park                | 1973 ID-Nr. 73000972 | US 71 47° 11′ 38″ N, 95° 13′ 3″ W                                             | nordwestlich von Park Rapids | 1905–1942 im Parkitecture genannten Baustil errichtete Einrichtungen des Itasca State Park |
| 4     | Lower Rice Lake Site             |                                  | 1978 ID-Nr. 78001527 | Adresse nicht veröffentlicht                                                  | Bagley                       | Zwischen 1000 und 1600 bestehender Ort, an dem Wasserreis geerntet wurde                   |
| 5     | Upper Rice Lake Site             |                                  | 1978 ID-Nr. 78001526 | Adresse nicht veröffentlicht                                                  | Shevlin                      | Zwischen 1000 und 1600 bestehender Ort, an dem Wasserreis geerntet wurde                   |